# Розрахунковий документ

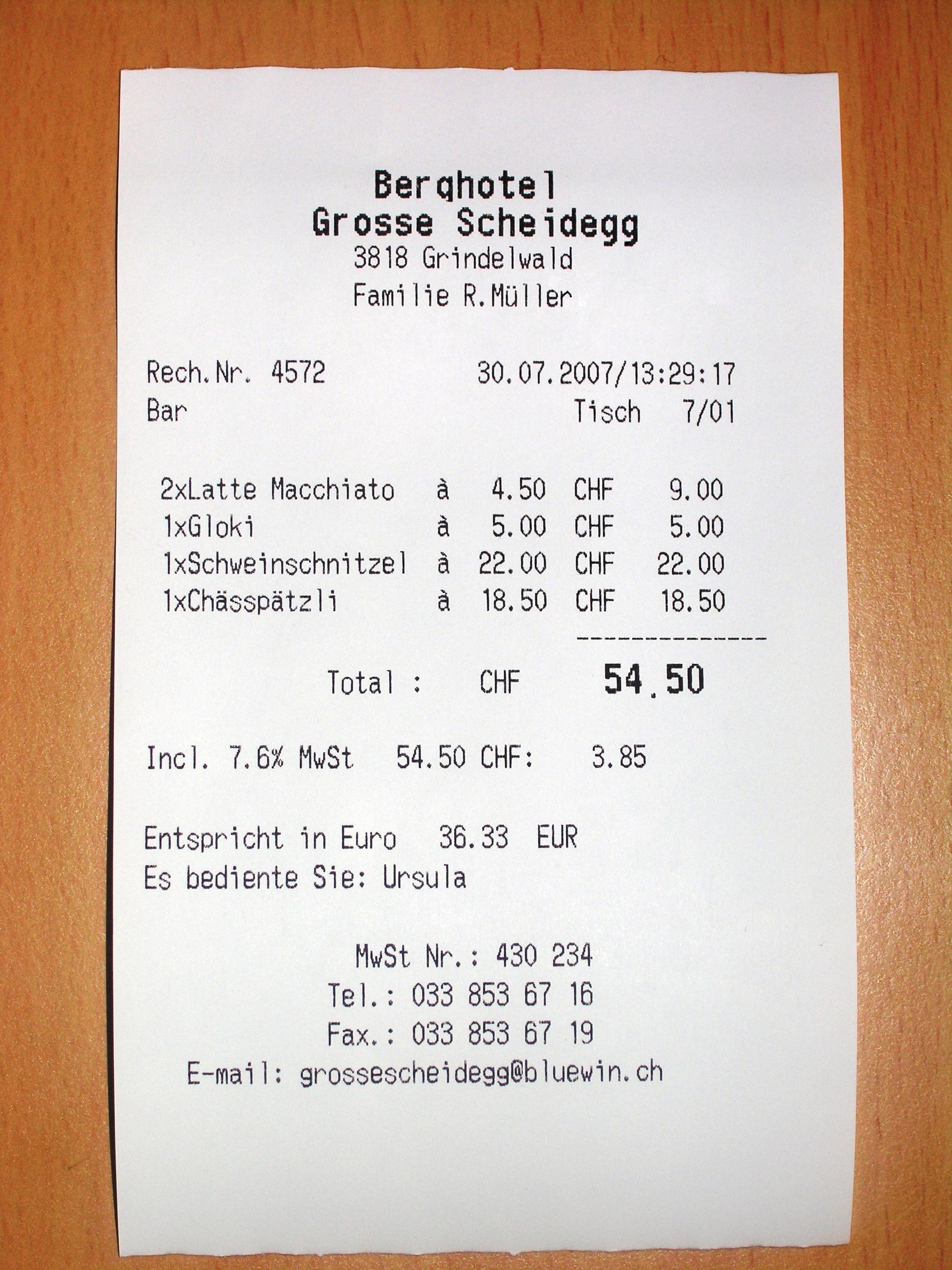
Чек німецькою мовою, отриманий у швейцарському ресторані

Розрахунковий документ — документ, що містить доручення та/або вимогу про перерахування коштів з рахунку платника на рахунок отримувача.

## Визначення в законодавстві України
Розрахунковий документ — документ встановленої форми та змісту (касовий   чек, товарний чек, розрахункова квитанція, проїзний документ тощо), що підтверджує факт продажу (повернення) товарів, надання послуг, отримання (повернення) коштів, купівлі-продажу іноземної валюти, надрукований у випадках, передбачених цим Законом, і зареєстрований у встановленому порядку реєстратором розрахункових операцій або заповнений вручну.
Розрахунковий документ — документ на паперовому носії, що містить доручення та/або вимогу про перерахування коштів з рахунку платника на рахунок отримувача.

## Касовий чек
Касовий чек — документ, який касовий апарат друкує на спеціальній стрічці. Є одним із видів розрахункових документів.
Здебільшого в сучасних касових апаратах для друкування касових чеків використовують термопапір.
На касових чеках деяких країн є логотип країни і позначення, що дозволяє встановити виробника і модель касового апарата. Наприклад, на всіх литовських чеках є позначення LTF і код моделі касового апарата з двох латинських букв, логотипи країн також є на італійських, польських, чеських (MF) і, ймовірно, болгарських чеках.

## Фіскальний чек
Фіскальний касовий чек на товари (послуги) — розрахунковий документ, створений у паперовій та/або електронній формі (електронний розрахунковий документ), реєстратором розрахункових операцій або програмним реєстратором розрахункових операцій при проведенні розрахунків за продані товари (надані послуги).
Наявність розрахункового документа забезпечує, зокрема, можливість обміну (заміни) у разі придбання неякісного товару та післяпродажне (гарантійне) обслуговування товарів сервісними центрами.
Суб'єкти господарювання зобов'язані видати фіскальний чек покупцю. Отриманий чек — це захист споживача, а також підтвердження сплати податків.